# Xakhovita
La xakhovita o shakhovita és un mineral de la classe dels òxids. Va ser anomenada en honor de Féliks Nikolàievitx Xàkhov (1894–1971), Cap de la Divisió de Geoquímica de l'Acadèmia de Ciències de Rússia (Novosibirsk, Rússia).

## Característiques
La shakhovita és un òxid de fórmula química Hg+
4Sb5+O₃(OH)₃. Cristal·litza en el sistema monoclínic en forma de cristalls escatats, d'uns 2 mm, lleugerament allargats.
Segons la classificació de Nickel-Strunz, la shakhovita pertany a «04.FB - Hidròxids (sense V o U) amb OH, sense H₂O; octaedres aïllats» juntament amb els següents minerals: omsita, cualstibita i zincalstibita.

## Formació i jaciments
La shakhovita és un mineral secundari tardà que es troba en la zona d'oxidació d'una mena de cinabri-estibina (mina Kelyana, Rússia) també s'ha trobat a la zona d'oxidació d'una mena de cinabri-livingstonita (Khaydarkan, Kirguizstan); i en una mena oxidada de tetraedrita amb contingut de Hg-Sb (Landsberg, Alemanya).
Sol trobar-se associada a altres minerals com: calomelana, eglestonita, mercuri, montroydita, terlinguaïta, corderoïta, kelyanita, kuznetsovita, cinabri, malaquita i goethita.